# Cabaletta
A Cabaletta, numa ópera, é parte final de uma ária, que se caracteriza por um aumento do ritmo da composição. Surge na segunda parte de uma ária dupla, a seguir a uma parte cantada da ópera. A cabaletta termina, habitualmente, numa coda de características alegres e virtuosas. Tem origem na ópera italiana do séc. XIX, e terá sido criada em 1826. 
São exemplos clássicos Vien diletto, è in ciel la luna, de I Puritani (Vincenzo Bellini, 1835), e Non più mesta, de La Cenerentola (Gioacchino Rossini, 1817) 